# Збручанська сільська рада
Збруча́нська сільська́ ра́да — адміністративно-територіальна одиниця та орган місцевого самоврядування в Борщівському районі Тернопільської області. Адміністративний центр — село Збручанське.

## Загальні відомості
- Територія ради: 2,292 км²
- Населення ради: 433 особи (станом на 2001 рік)
- Територією ради протікає річка Збруч

## Населені пункти
Сільській раді були підпорядковані населені пункти:
- с. Збручанське

## Населення
За переписом населення України 2001 року в сільській раді мешкали 434 особи.

### Мова
Розподіл населення за рідною мовою за даними перепису 2001 року:
| Мова       | Відсоток |
| ---------- | -------- |
| українська | 99,31 %  |
| болгарська | 0,46 %   |
| білоруська | 0,23 %   |

## Склад ради
Рада складалася з 12 депутатів та голови.
- Голова ради:
- Секретар ради: Піхут Галина Ярославівна

### Керівний склад попередніх скликань
| Прізвище, ім'я, по батькові | Основні відомості                                                   | Дата обрання | Дата звільнення |
| --------------------------- | ------------------------------------------------------------------- | ------------ | --------------- |
| Бурачик Анелія Йосипівна    | Сільський голова, 1956 року народження, член Народного Руху України | 26.03.2006   | 31.10.2010      |

Примітка: таблиця складена за даними сайту Верховної Ради України

### Депутати
За результатами місцевих виборів 2010 року депутатами ради стали:

#### За суб'єктами висування
| Суб'єкт висування | Кількість обраних депутатів | %   |
| ----------------- | --------------------------- | --- |
| Самовисування     | 12                          | 100 |

#### За округами
| № округу | Прізвище, ім'я, по батькові       | Дата визнання обраним | Освіта             | Партійна приналежність | Відомості про обраного депутата           |
| -------- | --------------------------------- | --------------------- | ------------------ | ---------------------- | ----------------------------------------- |
| 1        | Тустановський Корнелій Михайлович | 31.10.2010            | середня спеціальна | позапартійний          | ПП «Збруч-Інвест», водій                  |
| 2        | Урбановський Валентин Петрович    | 31.10.2010            | вища               | позапартійний          | тимчасово не працює                       |
| 3        | Яремко Катерина Василівна         | 31.10.2010            | вища               | позапартійна           | тимчасово не працює                       |
| 4        | Кутко Василь Леонідович           | 31.10.2010            | середня спеціальна | позапартійний          | тимчасово не працює                       |
| 5        | Дунис Руслан Богданович           | 31.10.2010            | середня            | позапартійний          | тимчасово не працює                       |
| 6        | Піхут Галина Ярославівна          | 31.10.2010            | вища               | позапартійна           | Збручанська сільська рада, секретар       |
| 7        | Демидасюк Дмитро Михайлович       | 31.10.2010            | вища               | позапартійний          | тимчасово не працює                       |
| 8        | Синьків Валентин Миколайович      | 31.10.2010            | вища               | позапартійний          | тимчасово не працює                       |
| 9        | Луцик Микола Петрович             | 31.10.2010            | вища               | позапартійний          | тимчасово не працює                       |
| 10       | Моцик Василь Йосипович            | 31.10.2010            | вища               | позапартійний          | Збручанський НВК, вчитель                 |
| 11       | Накураш Ігор Богданович           | 31.10.2010            | вища               | позапартійний          | Церква Святого Миколая, священик          |
| 12       | Яремко Марія Степанівна           | 31.10.2010            | вища               | позапартійна           | Збручанська сільська рада, гол. бухгалтер |